# Kermit la grenouille
Pour les articles homonymes, voir Kermit.
Kermit la grenouille (Kermit the frog en version originale anglaise) est une des principales marionnettes de la série télévisée Muppets. Il est le présentateur vedette du Muppet Show.

## Biographie

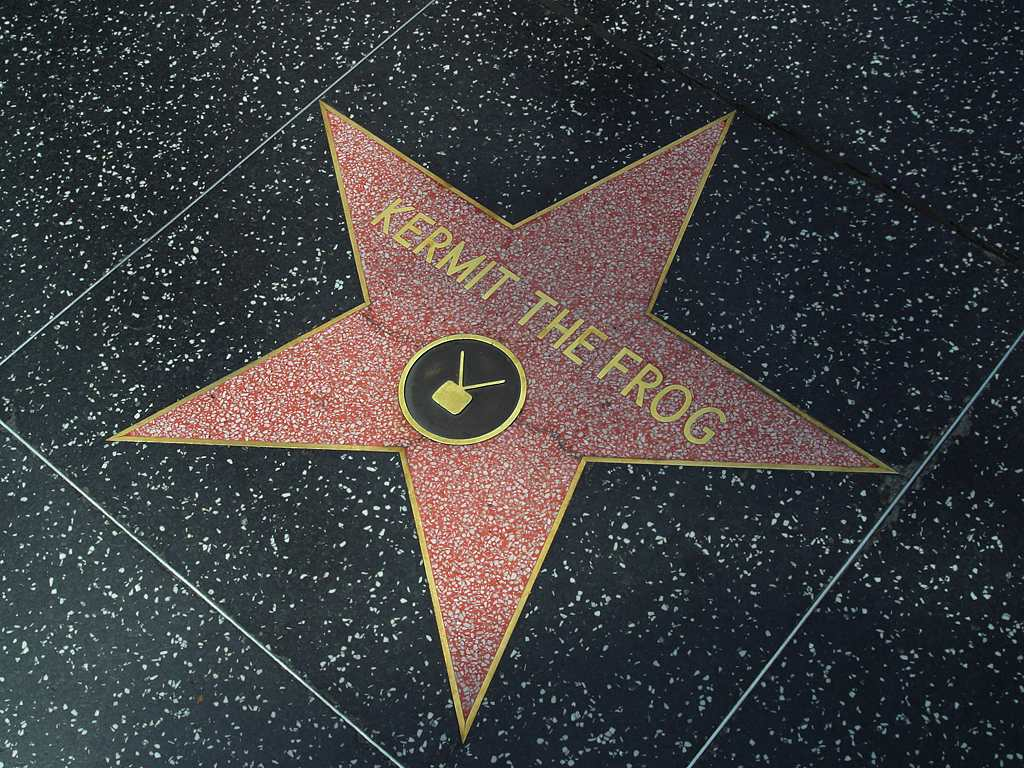
Étoile de Kermit sur Hollywood Boulevard.

Kermit est le Muppet préféré de son créateur, le marionnettiste américain Jim Henson. Il anime sa marionnette jusqu'à sa mort, qui survient en 1990. À cette date, le marionnettiste Steve Whitmire lui succède.
La première apparition de Kermit remonte au 9 mai 1955 dans le spectacle de marionnettes Sam and Friends, diffusé sur WRC-TV. L'émission ne dure à l'époque que cinq minutes. Le prototype de Kermit fut créé à partir d'un manteau vert pour femme que la mère de Henson avait jeté à la poubelle. Deux balles de ping-pong servirent à faire les yeux. Si le premier Kermit ressemblait plus à un lézard, sa première apparition en tant que grenouille surviendra en 1969 dans l'émission de télévision Hey Cinderella. Kermit apparut la même année dans l'émission pour enfants 1, rue Sésame.
En 1979, Kermit chante The Rainbow Connection dans le premier long métrage des Muppets, Les Muppets, le film. La chanson deviendra l'hymne de la Jim Henson Company. La chanson a été nommée à  l'Oscar de la meilleure chanson originale, en 1980.
Kermit a son étoile sur le célèbre Walk of Fame à Hollywood. Il a par ailleurs été l'emblème de la Jim Henson Company. Le personnage  — comme tous les droits concernant le Muppet Show — est détenu par la société The Muppets Studio, une filiale de la Walt Disney Company créée le 15 mai 2004 sous le nom de Muppets Holding Company, après la vente des droits par la Jim Henson Company.
Depuis l'évènement du Watches and Wonders de 2023 de Genève, Kermit est devenu l'égérie officielle de ORIS, la marque de montres de luxe suisse.

## Voix françaises

### En France et en Belgique
- Roger Carel : Le Muppet Show (1976-1981)
- Jacques Ebner : 1, rue Sésame (1978-1982)
- Michel Elias :  Les Muppets, le film (1979)
- Luq Hamet : La Grande Aventure des Muppets (1981)[4], Les Muppets (1996-98), Joyeux Muppet Show de Noël (2002)
- Patrick Préjean : Les Muppets à Manhattan (1984)
- Edgar Givry : Les Muppet Babies (1984-85, 1re voix), Noël chez les Muppets (1992), L'Île au trésor des Muppets (1996), Les Muppets dans l'espace (1999), Kermit, les années têtard (2002), Le Magicien d'Oz des Muppets (2005), Les Muppets, le retour (2011)
- Gilles Laurent : Les Muppet Babies (1986-90, 2e voix)
- Sébastien Cauet : Muppets TV (2006)
- Philippe Allard : Les Muppet Babies (2018)

### Au Québec
- Gilbert Lachance : Les Personnages animés préférés à la rescousse